# Juan Manuel Irrazábal
Juan Manuel Irrazábal (Posadas, ca. 1930 - Puerto Iguazú, 1973) fue un político argentino, gobernador de la provincia de Misiones desde mayo de 1973 hasta su fallecimiento en noviembre del mismo año, en un accidente de aviación.

## Biografía
Era hijo del cónsul paraguayo en Posadas, Mariano Irrazábal —hijo a su vez del máximo dirigente liberal de Encarnación— y Carmen Sarraille.
Desde su juventud fue comerciante. Identificado desde su juventud con el peronismo, fue elegido diputado provincial en 1965 y separado del cargo por el golpe de Estado de junio del año siguiente.
En diciembre de 1972, en el mismo congreso del Partido Justicialista en el que estaba por ser elegido candidato a gobernador de Misiones, fue asesinado el dirigente Francisco V. Ripoll, aparentemente por miembros del peronismo que se oponían a la formación del Frente Justicialista de Liberación y cualquier otra alianza. No obstante, en los días siguientes, dicho congreso eligió una fórmula de alianza: Juan Manuel Irrazábal como candidato a gobernador y César Napoleón Ayrault como candidato a vicegobernador. Este último era miembro del Movimiento de Integración y Desarrollo, y había sido interventor federal de la provincia en 1959, y gobernador de la misma por la Unión Cívica Radical Intransigente entre 1960 y 1962.
El marzo de 1973, Irrazábal triunfó en la primera vuelta en las elecciones a gobernador, ya que se había presentado otra lista justicialista; en la segunda vuelta, del 15 de abril, Irrazábal triunfó sobre la Unión Cívica Radical por el 60%. Tras la victoria, viajó a Madrid a entrevistarse con el líder de su partido, Juan Domingo Perón.
Asumió el gobierno el 25 de mayo de ese año; en su discurso de asunción sostuvo:

Yo sé que hay diez candidatos mejores que yo. Pero haré las cosas con fe en que, cuando termine mi mandato, sea el mejor.

Su gabinete era producto de sucesivas negociaciones entre sectores opuestos dentro del peronismo. Durante su breve mandato habilitó el Frigorífico Zaimán y puso el marcha la planta de Papel Misionero S. A., inició el mejoramiento de las rutas y caminos provinciales, se inició la construcción de varios cientos de viviendas y de redes de agua potable, e inauguró un Laboratorio provincial de Análisis Clínicos. También creó el Instituto Provincial de Industrialización y Comercialización Agropecuaria y Forestal, y arrendó los terrenos fiscales a pequeños agricultores, con la condición de que fueran ciudadanos argentinos o por opción.
Apoyó los reclamos del Movimiento Agrario Misionero (MAM, fundado en 1971), que se había convertido en una poderosa organización sindical y agrarista. Pero un enfrentamiento con las Cooperativas de pequeños productores del interior de la provincia iniciaron una ruptura del MAM, que quedó muy debilitado.los grandes propietarios estaban abiertamente enfrentados al gobernador.
Durante su breve gestión se devolvieron las autonomías a las municipalidades que se encontraban intervenidas desde 1957, adhirió a la problemática indigenista creando más de 13 escuelas bilingües, llevó a cabo la reorganización judicial de la provincia tras 17 años de intervención del poder Judicial, se extendió la frontera agraria gracias a créditos para la ocupación de pequeños propietarios y se construyeron nuevos hospitales en las ciudades de Eldorado, Montecarlo y Puerto Rico que serían terminados en 1975. Durante este período logró finalizar 23 escuelas rurales de oficios y un nuevo hospital para Eldorado y llevó adelante una profunda reforma impositiva para aliviar a los pequeños productores agrícolas y comerciantes, gravando a las grandes propiedades de más de 17.000 ha que hasta ese momento habían disfrutado de excepciones impositivas totales gracias a un decreto del dictador Pedro Eugenio Aramburu dictado dos días después de que la esposa del dictador Sara Lucía Herrera adquiriera 32.000 ha en la provincia.

## Muerte
Tras un breve viaje a Buenos Aires, donde se entrevistó con el presidente Juan Domingo Perón y su ministro José López Rega, el día 30 de noviembre el gobernador viajó a Puerto Iguazú cuando el avión Beechcraft Queen Air en que viajaba junto con el vicegobernador y sus respectivas esposas —y María Susana Irrazábal, su hija— sufrió un accidente. Al día siguiente fueron rescatados los restos mortales del gobernador, el vicegobernador, sus esposas y el piloto; en cambio, Susana Irrazábal, de 23 años de edad, apareció con vida, aunque con serias quemaduras en todo el cuerpo.. Las causas del fallecimiento tampoco fueron correctamente establecidas.
Su velatorio fue una enorme manifestación popular, de la cual participaron las clases más pobres de los misioneros y las organizaciones sindicales y de la izquierda peronista. El único sobreviviente de su familia fue su hijo Mariano "Canco" Irrazábal, hijo del gobernador.
Tras su deceso, asumió la gobernación el presidente de la Legislatura provincial, hermano de Ripoll, que continuó con la orientación del gobierno de Irrazábal. Un año más tarde la provincia fue intervenida y se celebraron nuevas elecciones, en las que fue elegido gobernador Miguel Ángel Alterach.

## Familia
Otro político peronista, también llamado Juan Manuel, fue intendente de Posadas, fue diputado nacional, y en 2011 fue elegido senador nacional por el Frente para la Victoria.